# Tiberio Godoy
José Américo Godoy, más conocido como Tiberio Godoy (nacido en Paraguay) fue un futbolista paraguayo. se desempeñaba como delantero y fue seleccionado nacional de su país.

## Carrera
Llegó a la Argentina proveniente de Olimpia, luego de realizar un buen Campeonato Sudamericano en 1939. Fichó primeramente por Racing Club, donde disputó 15 encuentros y marcó 7 goles en el Campeonato de 1940. Al año siguiente tuvo un efímero paso por Rosario Central, club en el que jugó un solo partido; pasó luego a Ferro Carril Oeste, donde estuvo hasta 1942 (11 partidos y 3 conquistas).

## Clubes
| Club               | País      | Año       |
| ------------------ | --------- | --------- |
| Olimpia            | Paraguay  | 1938-1939 |
| Racing Club        | Argentina | 1940      |
| Rosario Central    | Argentina | 1941      |
| Ferro Carril Oeste | Argentina | 1941-1942 |
| All Boys           | Argentina | 1943      |
| Centro Iqueño      | Perú      | 1944      |

## Selección paraguaya
Jugó el Campeonato Sudamericano 1939 disputado en Perú, con 4 presencias y 3 goles. 
Su equipo finalizó en el tercer puesto.

### Participaciones en la Copa América
| Copa                         | Sede | Resultado | PJ | Goles |
| ---------------------------- | ---- | --------- | -- | ----- |
| Campeonato Sudamericano 1939 | Perú | 3° puesto | 4  | 3     |

### Detalle de partidos
| Estadio          | Fecha | Rival   | Resultado | Goles |
| ---------------- | ----- | ------- | --------- | ----- |
| Nacional de Lima | 15-01 | Chile   | 5-1       | 2     |
| Nacional de Lima | 29-01 | Perú    | 0-3       | 0     |
| Nacional de Lima | 05-02 | Uruguay | 1-3       | 0     |
| Nacional de Lima | 12-02 | Ecuador | 3-1       | 1     |